# Collorhabdium williamsoni
Collorhabdium williamsoni is een slang uit de familie toornslangachtigen (Colubridae) en de onderfamilie Calamariinae.

## Naam en indeling
De wetenschappelijke naam van de soort werd voor het eerst voorgesteld door Norman Smedley in 1931. De soort is de enige uit het monotypische geslacht Collorhabdium.
De soortaanduiding williamsoni is een eerbetoon aan K. B. Williamson.

## Verspreiding en habitat
Collorhabdium williamsoni leeft in delen van Azië en komt endemisch voor in Maleisië, alleen in het westen van het land. Er is verder weinig bekend over de biologie en levenswijze.
De habitat bestaat uit vochtige tropische en subtropische bergbossen. De slang leeft op de bodem en graaft holen.

### Beschermingsstatus
Door de internationale natuurbeschermingsorganisatie IUCN is de beschermingsstatus 'veilig' toegewezen (Least Concern of LC).